# Eschweiler
Eschweiler (łac. Ascvilare; fr. Exvilliers) – miasto w Niemczech, w kraju związkowym Nadrenia Północna-Westfalia, w rejencji Kolonia, w regionie miejskim Akwizgran.
Miasto liczy ok. 55 505 mieszkańców (2010), słynie z przemysłu: metalowego, górniczego i usługowego. Kasztele, jezioro sztuczne Blaustein, teren do gry w golfa, kryta pływalnia, pływalnia otwarta, hala lodowa, szpital, dworce, sąd powiatowy, koszary Donnerberg, elektrownia wielkiej mocy węgla brunatnego, wielkie domy towarowe (centra handlowe), odbywa się tutaj trzeci co do wielkości karnawał w Niemczech.
W mieście znajduje się stacja kolejowa Eschweiler Hauptbahnhof.

## Osoby urodzone w Eschweiler
- August Thyssen (1842–1926).

## Współpraca
- Francja: Wattrelos
- Wielka Brytania: Reigate and Banstead